# Eduardo Bonomi
Edison Eduardo Bonomi Varela (Montevideo, 14 ottobre 1948 – Parque del Plata, 20 febbraio 2022) è stato un politico e guerrigliero uruguaiano.

## Biografia
Fu Ministro del Lavoro e Sicurezza Sociale dal 2005 al 2009.
Dal 2010 al 2020, sotto le presidenze di José Mujica (2010-2015) e Tabaré Vázquez (2015-2020), fu Ministro degli Interni.
Bonomi è morto il 20 febbraio 2022 per arresto cardiaco.